# Charles H. Burke

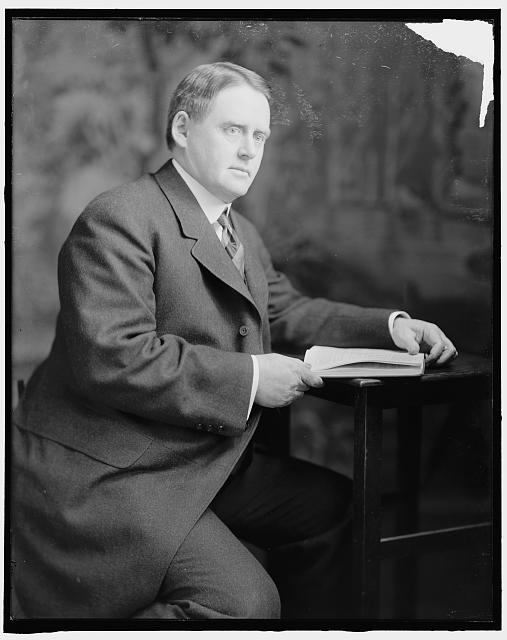
Charles H. Burke

Charles Henry Burke (* 1. April 1861 bei Batavia, Genesee County, New York; † 7. April 1944 in Washington, D.C.) war ein US-amerikanischer Politiker. Zwischen 1899 und 1915 vertrat er mehrfach den Bundesstaat South Dakota im US-Repräsentantenhaus.

## Frühe Jahre
Charles Burke besuchte die öffentlichen Schulen seiner Heimat. Im Jahr 1882 zog er in das Dakota-Territorium, wo er sich zunächst im Beadle County und ab 1883 im Hughes County niederließ. Nach einem Jurastudium wurde er 1886 als Rechtsanwalt zugelassen. In Pierre stieg Burke auch in das Immobiliengeschäft ein.

## Politische Laufbahn
Burke wurde Mitglied der Republikanischen Partei. In den Jahren 1895 und 1897 wurde er in das Repräsentantenhaus von South Dakota gewählt. Bei den Kongresswahlen des Jahres 1898 zog er für den ersten Wahlbezirk von South Dakota in das US-Repräsentantenhaus ein. Dort löste er am 4. März 1899 John Edward Kelley ab. In den folgenden Jahren wurde er jeweils in diesem Amt bestätigt, das er dann bis zum 3. März 1907 ausübte. Im Jahr 1906 nominierte seine Partei allerdings Philo Hall und Burke musste seinen Sitz im Kongress aufgeben. Im Jahr 1908 wurde er aber wieder für dieses Mandat nominiert und gewählt. Damit konnte zwischen dem 4. März 1909 und dem 3. März 1913 wieder den ersten Wahlbezirk im US-Repräsentantenhaus vertreten.
Bei den Kongresswahlen des Jahres 1912 kandidierte er dann für den zweiten Wahlkreis von South Dakota, den er dann zwischen dem 4. März 1913 und dem 3. März 1915 im Kongress vertrat. Während seiner Zeit im Repräsentantenhaus war Charles Burke zeitweise Vorsitzender des Indianerausschusses; außerdem fungierte er als Whip der republikanischen Minderheitsfraktion. Im Jahr 1914 bewarb er sich nicht um eine Wiederwahl. Stattdessen kandidierte er erfolglos für einen Sitz im US-Senat.

## Weitere Laufbahn
Nach dem Ende seiner Zeit im Kongress widmete sich Burke wieder seinem Immobiliengeschäft. Zwischen 1921 und 1929 war er Indianerbeauftragter der Bundesregierung. Seine Haltung gegenüber den Indianern war wegen seiner konservativen Einstellung umstritten. Nach seinem Rücktritt von diesem Posten widmete sich Charles Burke wieder seinen privaten Geschäften. Er starb am 7. April 1944 in Washington.